# Big Read
The Big Read è un sondaggio d'opinione e relativo show televisivo della BBC del 2003.
Scopo dei due eventi era quello di scoprire quale fosse "Il libro più amato della nazione" (Nation's Best-loved Book). Le votazioni avveniva via web, oppure con telefonate o invio di messaggi SMS.
Allo show è stata mossa la critica di un approccio troppo sensazionalistico alla letteratura, ma i sostenitori hanno controbattuto adducendo il fatto che lo spettacolo era comunque un mezzo per far crescere l'interesse del pubblico per l'arte letteraria.
Segue la lista dei migliori quindici libri emersi dal sondaggio:
1. Il Signore degli Anelli  di J. R. R. Tolkien
2. Orgoglio e pregiudizio di Jane Austen
3. Queste oscure materie di Philip Pullman
4. La guida galattica per autostoppisti di Douglas Adams
5. Harry Potter e il calice di fuoco di J. K. Rowling
6. Il buio oltre la siepe di Harper Lee
7. Winnie-the-Pooh di A. A. Milne
8. 1984 di George Orwell
9. Il leone, la strega e l'armadio di C. S. Lewis
10. Jane Eyre di Charlotte Brontë
11. Comma 22 di Joseph Heller
12. Cime tempestose di Emily Brontë
13. Il canto del cielo di Sebastian Faulks
14. Rebecca, la prima moglie di Daphne du Maurier
15. Il giovane Holden di J. D. Salinger